# Elezioni legislative in Lussemburgo del 2023
Le elezioni legislative in Lussemburgo del 2023 si sono tenute l’8 ottobre per il rinnovo della Camera dei Deputati, il parlamento del paese.
Esse hanno visto la riconferma del ruolo dominante del Partito Popolare Cristiano Sociale (CSV) che, nonostante avesse (ed abbia ottenuto di nuovo) il maggior numero di seggi in Parlamento, era stato finora all’opposizione per via del fallimento nelle negoziazioni con le altre forze politiche. D’altro canto, la coalizione di governo, composta da Partito Operaio Socialista Lussemburghese (LSAP), Partito Democratico (DP) e Verdi (déi gréng), ha visto convergere, al suo interno, forze politiche contrastanti: se infatti i socialisti ed i democratici hanno consolidato, o leggermente aumentato, il loro consenso, il tracollo dei verdi ha impedito il raggiungimento di una maggioranza assoluta comune, necessaria per governare.

## Sistema elettorale
I 60 membri della Camera dei Deputati sono eletti con un metodo proporzionale. Esso è applicato in quattro collegi plurinominali.
Secondo tale norma, l’elettore può esprimere il proprio voto in due modi:
- Votando per una lista di partito (Sistema proporzionale a lista chiusa di partito);
- Esprimento più voti per tanti candidati quanti sono i seggi spettanti ad ogni collegio (Sistema proporzionale basato sul voto di preferenza).

In seguito, i voti e le preferenze sono tradotti in seggi secondo il metodo del quoziente e dei più alti resti con quoziente “Hagenbach-Bischoff”.
Di seguito un prospetto riassuntivo dei seggi spettanti ad ogni circoscrizione:
| Circoscrizione | Seggi spett. |
| -------------- | ------------ |
| Nord           | 9            |
| Est            | 7            |
| Sud            | 23           |
| Centro         | 21           |

## Risultati
| Partito Popolare Cristiano Sociale (CSV)            | 1 099 427 | 29,21 | 21 |  |  |  |
| Partito Operaio Socialista Lussemburghese (LSAP)    | 711 890   | 18,91 | 11 |  |  |  |
| Partito Democratico (DP)                            | 703 833   | 18,70 | 14 |  |  |  |
| Partito Riformista di Alternativa Democratica (ADR) | 348 990   | 9,27  | 5  |  |  |  |
| I Verdi (déi gréng)                                 | 321 895   | 8,55  | 4  |  |  |  |
| Partito Pirata del Lussemburgo (PIRATEN)            | 253 554   | 6,74  | 3  |  |  |  |
| La Sinistra (déi Lénk)                              | 147 839   | 3,93  | 2  |  |  |  |
| Altri (<3,50%)                                      | 176 252   | 4,68  | –  |  |  |  |
| Totale                                              | 3 763 680 | 100   | 60 |  |  |  |
|                                                     |           |       |    |  |  |  |
| Schede bianche                                      | 7 889     | 3,16  |    |  |  |  |
| Schede nulle                                        | 10 735    | 4,29  |    |  |  |  |
| Votanti                                             | 249 968   | 87,18 |    |  |  |  |
| Elettori                                            | 286 739   |       |    |  |  |  |

Nota: Il totale esposto, 3.763.680, non corrisponde al totale dei singoli voti espressi per un partito, bensì la somma delle preferenze totali: poiché infatti il sistema elettorale lussemburghese permette di esprimere sia dei veri e propri voti per un partito che preferenze singole per i candidati, ogni elettore può esprimere plurime opzioni ed il numero totale, conseguentemente, è maggiore.
Nota: Sul numero dei votanti (249.968), 231.344 (92,55%) sono votanti che hanno espresso voti validi.
| Riepilogo dei voti (+/- elezioni 2018)        | Riepilogo dei voti (+/- elezioni 2018)        | Riepilogo dei voti (+/- elezioni 2018)        | Riepilogo dei voti (+/- elezioni 2018) | Riepilogo dei voti (+/- elezioni 2018) | Riepilogo dei voti (+/- elezioni 2018) | Riepilogo dei voti (+/- elezioni 2018) |
| --------------------------------------------- | --------------------------------------------- | --------------------------------------------- | -------------------------------------- | -------------------------------------- | -------------------------------------- | -------------------------------------- |
| Partito Popolare Cristiano Sociale            | Partito Popolare Cristiano Sociale            | Partito Popolare Cristiano Sociale            |                                        |                                        | 29,21%                                 | ▼ 0,90                                 |
| Partito Operaio Socialista Lussemburghese     | Partito Operaio Socialista Lussemburghese     | Partito Operaio Socialista Lussemburghese     |                                        |                                        | 18,91%                                 | ▲ 1,31                                 |
| Partito Democratico                           | Partito Democratico                           | Partito Democratico                           |                                        |                                        | 18,70%                                 | ▲ 1,79                                 |
| Partito Riformista di Alternativa Democratica | Partito Riformista di Alternativa Democratica | Partito Riformista di Alternativa Democratica |                                        |                                        | 9,27%                                  | ▲ 0,99                                 |
| I Verdi                                       | I Verdi                                       | I Verdi                                       |                                        |                                        | 8,55%                                  | ▼ 6,57                                 |
| Partito Pirata del Lussemburgo                | Partito Pirata del Lussemburgo                | Partito Pirata del Lussemburgo                |                                        |                                        | 6,74%                                  | ▲ 0,29                                 |
| La Sinistra                                   | La Sinistra                                   | La Sinistra                                   |                                        |                                        | 3,93%                                  | ▼ 1,55                                 |
| Altri                                         | Altri                                         | Altri                                         |                                        |                                        | 4,68%                                  |                                        |
| Riepilogo dei seggi (+/- elezioni 2018)       |                                               |                                               |                                        |                                        |                                        |                                        |
|                                               |                                               |                                               |                                        |                                        |                                        |                                        |
| DL                                            | 2                                             | ━                                             |                                        | LSAP                                   | 11                                     | ▲ 1                                    |
| DG                                            | 4                                             | ▼ 5                                           |                                        | PIRATEN                                | 3                                      | ▲ 1                                    |
| DP                                            | 14                                            | ▲ 2                                           |                                        | CSV                                    | 21                                     | ━                                      |
| ADR                                           | 5                                             | ▲ 1                                           |                                        |                                        |                                        |                                        |